# Lila Downs

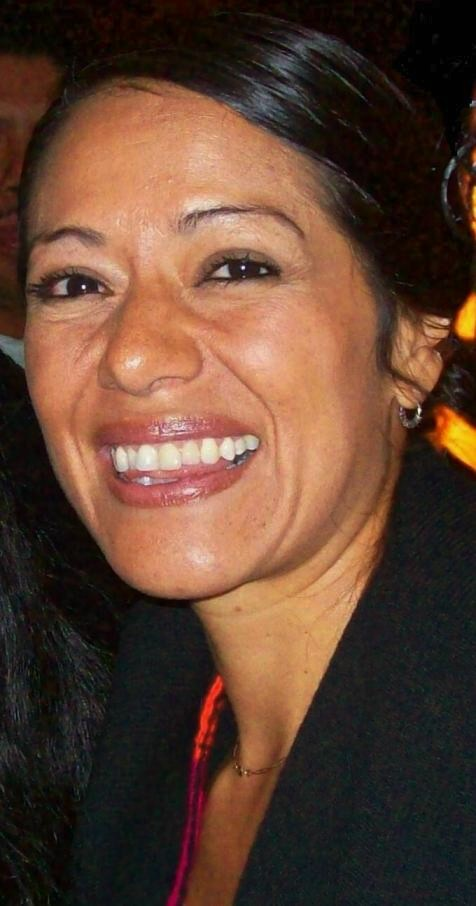
Lila Downs (2009)

Ana Lila Downs Sánchez (* 19. September 1968 in Tlaxiaco, Oaxaca, Mexiko) ist eine mexikanisch-US-amerikanische Sängerin. Ihre Musik ist eine Mischung verschiedener Stile, dabei greift sie oft auf indigene Musik aus ihrer mexikanischen Heimat zurück, aus den Kulturen der Mixteken, Zapoteken, Maya und Nahuatl. Sie hat einen klaren politischen Anspruch, den sie in den Texten ausdrückt.

## Leben
Downs wuchs als Tochter eines schottisch-amerikanischen Vaters (Allen Downs) und einer mixtekischen Mutter (Anita Sánchez) im Bundesstaat Oaxaca, in Minnesota und in Südkalifornien auf.
Sie begann Musik und Anthropologie an der Universität von Minnesota zu studieren. Als Fan der Gruppe Grateful Dead wandte sie sich ganz vom Singen ab. Wieder zurück in Mexiko entdeckte sie die Musik als Schlüssel zu ihrem indigenen Hintergrund wieder. Sie lernte den amerikanischen Jazz-Saxophonisten Paul Cohen kennen, mit dem sie in Clubs in Oaxaca und Philadelphia auftrat. Mit ihm realisierte sie alle ihre musikalischen Projekte. Tourneen führten sie durch viele Länder Amerikas und Europas. Downs und Cohen leben heute in New York und in Coyoacán, einem der teils noch kolonial geprägten Stadtteile von Mexiko-Stadt, in Nachbarschaft zu San Ángel, wo das blaue Haus steht, in dem Frida Kahlo und Diego Rivera lebten.
Bekannt wurde sie durch die Mitwirkung im Film Frida über das Leben der mexikanischen Malerin Frida Kahlo und deren Ehemann Diego Rivera. 2013 erhielt sie für ihre Album Pecados y Milagros den Grammy Award for Best Regional Mexican Music Album (Including Tejano).
Am 9. August 2021 gab sie zum Internationalen Jahrestag der indigenen Völker mit Sara Curruchich die Single Pueblos heraus, das die Verbundenheit indigener Völker und deren andauernden Kampf um Autonomie beschwört.

## Diskografie

### Alben
| Jahr | Titel Musiklabel                      | Höchstplatzierung, Gesamtwochen, AuszeichnungChartplatzierungen (Jahr, Titel, Musiklabel, Platzierungen, Wochen, Auszeichnungen, Anmerkungen) | Höchstplatzierung, Gesamtwochen, AuszeichnungChartplatzierungen (Jahr, Titel, Musiklabel, Platzierungen, Wochen, Auszeichnungen, Anmerkungen) | Höchstplatzierung, Gesamtwochen, AuszeichnungChartplatzierungen (Jahr, Titel, Musiklabel, Platzierungen, Wochen, Auszeichnungen, Anmerkungen) | Anmerkungen                                                                          |
| Jahr | Titel Musiklabel                      | Latin | ES | MX | Anmerkungen                                                                          |
| ---- | ------------------------------------- | --- | --- | --- | ------------------------------------------------------------------------------------ |
| 2004 | Una Sangre: One Blood                 | Latin28 (9 Wo.)Latin | — | — | Erstveröffentlichung: 7. Juni 2004                                                   |
| 2006 | La cantina – entre copa y copa        | Latin46 (4 Wo.)Latin | ES91 (2 Wo.)ES | MX22 Gold · (25 Wo.)MX | Erstveröffentlichung: 29. April 2006                                                 |
| 2008 | Ojo de culebra Manhattan Records      | — | ES75 (1 Wo.)ES | MX48 (8 Wo.)MX | Erstveröffentlichung: 2. September 2008                                              |
| 2008 | Shake Away Manhattan Records          | Latin36 (6 Wo.)Latin | — | MX60 (5 Wo.)MX | Erstveröffentlichung: 2. September 2008 englischsprachige Version von Ojo de culebra |
| 2010 | Y la misteriosa en Paris – Live à Fip | — | — | MX27 (11 Wo.)MX | Erstveröffentlichung: 13. April 2010                                                 |
| 2011 | Pecados y milagros Columbia Records   | Latin33 (7 Wo.)Latin | ES56 (1 Wo.)ES | MX2 ×2Doppelplatin · (108 Wo.)MX | Erstveröffentlichung: 18. Oktober 2011                                               |
| 2014 | Raíz RCA Records                      | Latin11 (3 Wo.)Latin | ES13 (15 Wo.)ES | MX6 Gold · (27 Wo.)MX | Erstveröffentlichung: 1. April 2014 mit Niña Pastori & Soledad                       |
| 2015 | Balas y chocolate RCA Records         | Latin11 (7 Wo.)Latin | ES73 (4 Wo.)ES | MX2 Gold · (37 Wo.)MX | Erstveröffentlichung: 24. März 2015                                                  |
| 2017 | Salón, lágrimas y deseo RCA Records   | — | ES39 (4 Wo.)ES | MX7 (26 Wo.)MX | Erstveröffentlichung: 26. Mai 2017                                                   |
| 2019 | Al Chile Columbia Records             | — | — | MX5 (25 Wo.)MX | Erstveröffentlichung: 5. Mai 2019                                                    |

grau schraffiert: keine Chartdaten aus diesem Jahr verfügbar
Weitere Alben
- 1994: Ofrenda

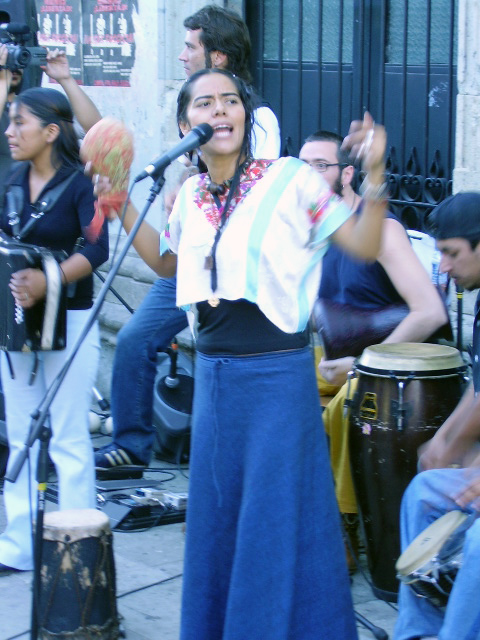
Lila Downs (2005)

- 1996: Azuláo: En vivo con Lila Downs
- 1997: La Sandunga
- 2000: Yutu Tata / Árbol de la vida
- 2002: La línea / Border (über die schwer gesicherte Grenze zwischen Mexiko und den USA, über die Migranten, die beim Grenzüberschritt umkommen, und ihre Kämpfe)
- 2002: Frida (Filmmusik zum gleichnamigen Film; Lila Downs ist mit mehreren Stücken vertreten)
- 2012: Canciones pa’ todo el año

### Singles (Auswahl)
- 2019: Cariñito (MX: Platin)
- 2019: La cigarra (mit Natalia Jiménez, MX: Gold)
- 2021: Pueblos